# Modzerowo (gmina Izbica Kujawska)
Modzerowo – wieś w Polsce położona w województwie kujawsko-pomorskim, w powiecie włocławskim, w gminie Izbica Kujawska.
W latach 1975–1998 miejscowość należała administracyjnie do województwa włocławskiego.

## Położenie
Modzerowo geograficznie leży na Pojezierzu Kujawskim, nad Jeziorem Modzerowskim. Znajduje się 3 km na wschód od Brdowa i 9 km na południe od Izbicy Kujawskiej. Przez miejscowość przebiega droga lokalna z Brdowa do Przedcza. 

## Zabytki

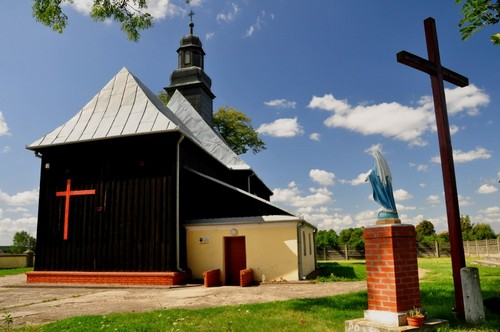
Kościół św. Stanisława w Modzerowie

We wsi mieści się drewniany kościół pw. św. Stanisława BM z 1796 r. Zbudowany w miejscu wcześniejszego kościoła z 1591 r. W ołtarzu głównym modzerowskiej świątyni umieszczony został obraz Matki Bożej Częstochowskiej, ponadto w ołtarzach bocznych obrazy: św. Jana Nepomucena i Św. Stanisława BM z drugiej połowy XVIII w.